# IJspaleis (Efteling)
IJspaleis, eerder bekend als IJs Pretleis of IJs Pret Paleis, was een schaatsbaan in het Nederlandse attractiepark de Efteling. Het IJspaleis bevond zich tijdens Winter Efteling in een tent op de Speelweide in Reizenrijk.
Het IJspaleis opende voor de eerste keer in december 1999. De laatste versie van het IJspaleis was er sinds Winter Efteling 2017 tot Winter Efteling 2019-2020.

## Sluiting
Tijdens de winteredities van 2020-2021 en 2021-2022 werd de baan niet geopend vanwege Covid-19. De Winter Eftelingen daarop keerde het IJsplaies niet terug. De schaatsbaan is vanaf Winter Efteling 2022-2023 weer aanwezig, maar in de open lucht. De winterse invulling van de Speelweide is definitief een openlucht-aangelegenheid.

## Trivia
- In 2014 zakte na een sneeuwval het dak van de tent in.
- In december 2017 werd de tent even ontruimd gedurende een namiddag nadat er te veel sneeuw op het dak lag.[3]
- In oktober 2016 stierf een arbeider tijdens een heftruckongeval tijdens de opbouw van de tent.[4][3]

Lijst van attracties in de Efteling · Lijst van sprookjes in de Efteling · Afbeeldingen